# Gesso (Messina)
Gesso o Gibiso (Ibbisu in dialetto messinese) è una frazione di Messina, di circa 600 abitanti, facente parte della Circoscrizione VI, situata 16 km a nord-ovest dal centro città.

## Geografia fisica

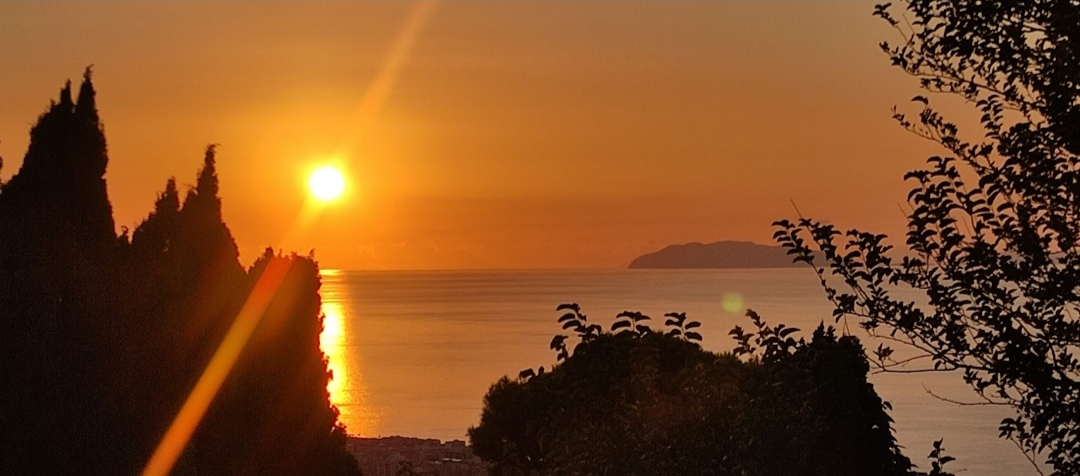
Panorama da Gesso al tramonto sul Tirreno e sulle isole Eolie

Situata nella parte tirrenica della città di Messina, disposta lungo un crinale dei monti Peloritani, Gesso si trova al centro di zona agricola a un'altezza di 265 m s.l.m., in posizione panoramica su Etna, Vulcano e Stromboli oltre a Capo Milazzo.

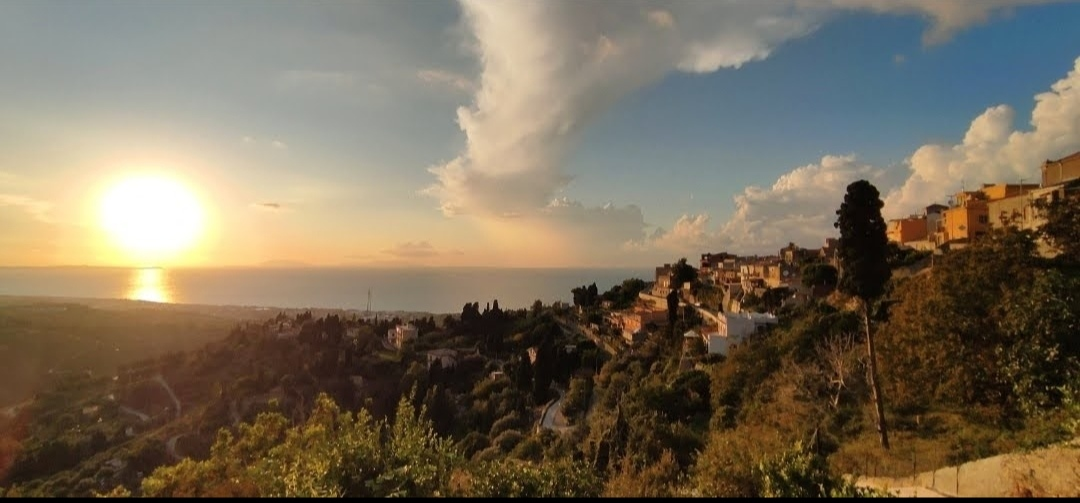
Veduta parziale di Gesso e del mar Tirreno

Si trova a una distanza di 16 km dal centro cittadino messinese e a soli 3 km dalla vicina cittadina di Villafranca Tirrena. Della frazione di Gesso fa parte anche contrada Locanda, che si trova a circa tre chilometri da Portella San Rizzo, le cosiddette Quattro Strade di Messina, e a circa due chilometri e mezzo dal centro di Gesso.

## Storia
Il nome deriva dal minerale (in latino Gypsum e in greco Gypsos, Γύψος) che veniva estratto da numerose cave esistenti nella zona, attività cessata negli anni sessanta del secolo scorso. Ibbisu è il corrispondente termine dialettale con cui viene identificato tale minerale.

Nonostante le origini di Gesso siano sicuramente anteriori alla venuta dei Normanni, i suoi edifici più antichi sono chiese e conventi successivi al Concilio di Trento: la chiesa parrocchiale di Sant'Antonio abate del XVII secolo, 

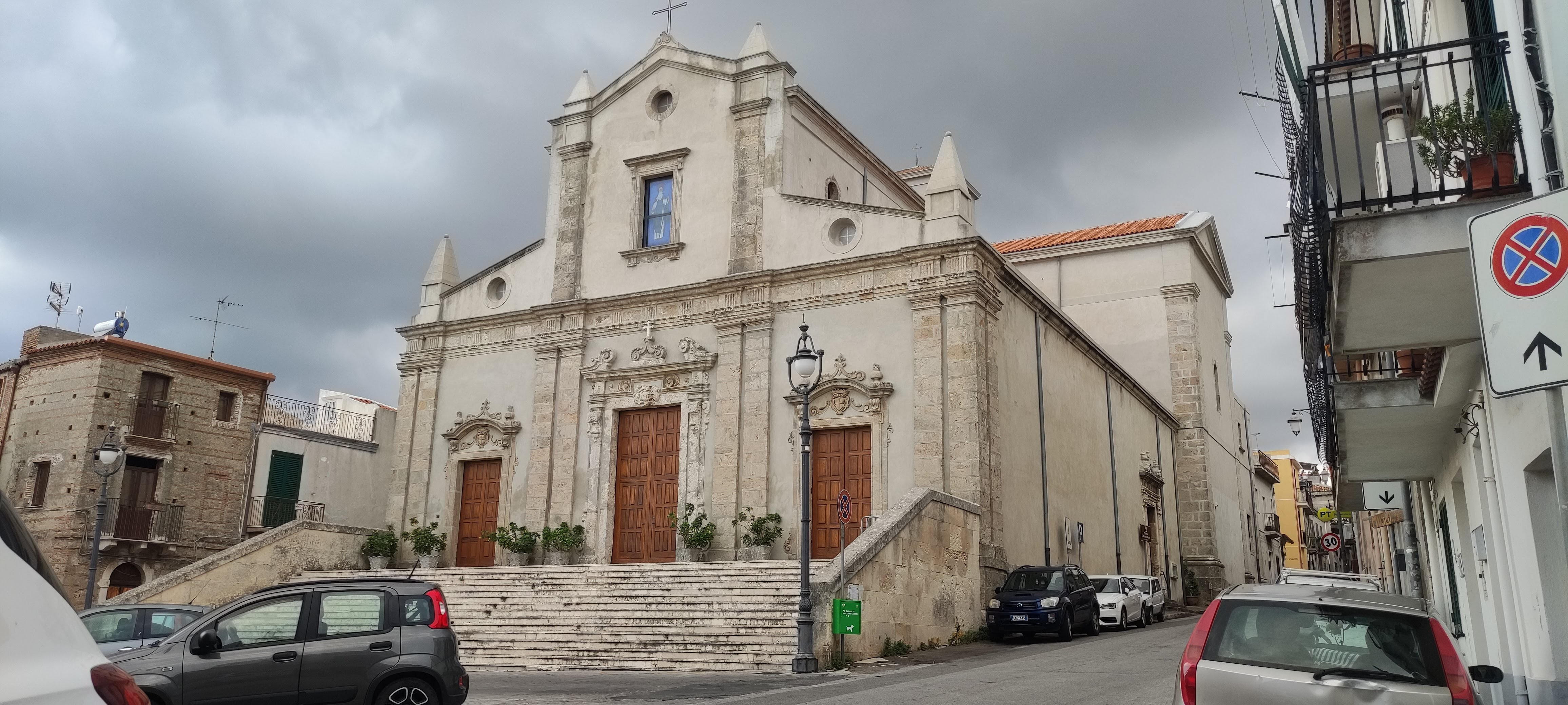
Chiesa parrocchiale di Sant'Antonio Abate

 il convento di S. Francesco da Paola, il convento dei Cappuccini con l'annessa chiesa dell'Immacolata.
La chiesa di Sant'Antonio è stata inaugurata il 17 gennaio 1612, come peraltro si può evincere da un'iscrizione posta nell'angolo ove ha sede la sacrestia della chiesa.

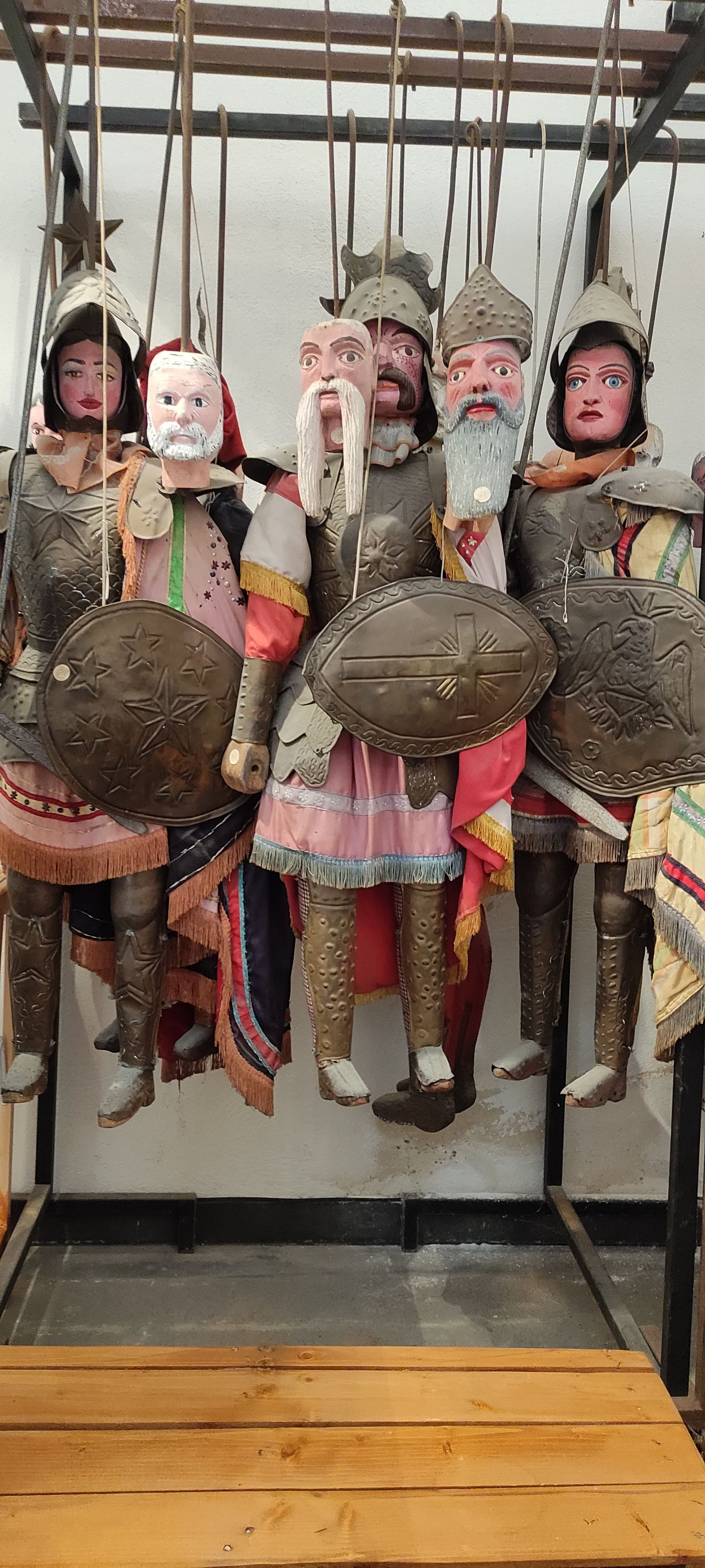
Particolare dei Pupi siciliani all'interno del Museo di cultura popolare dei Peloritani di Gesso

Di epoca precedente ai menzionati conventi erano sicuramente due e forse più monasteri dei Basiliani: San Gregorio, San Biagio, forse San Nicola ed addirittura anche un monastero femminile detto della Badia.

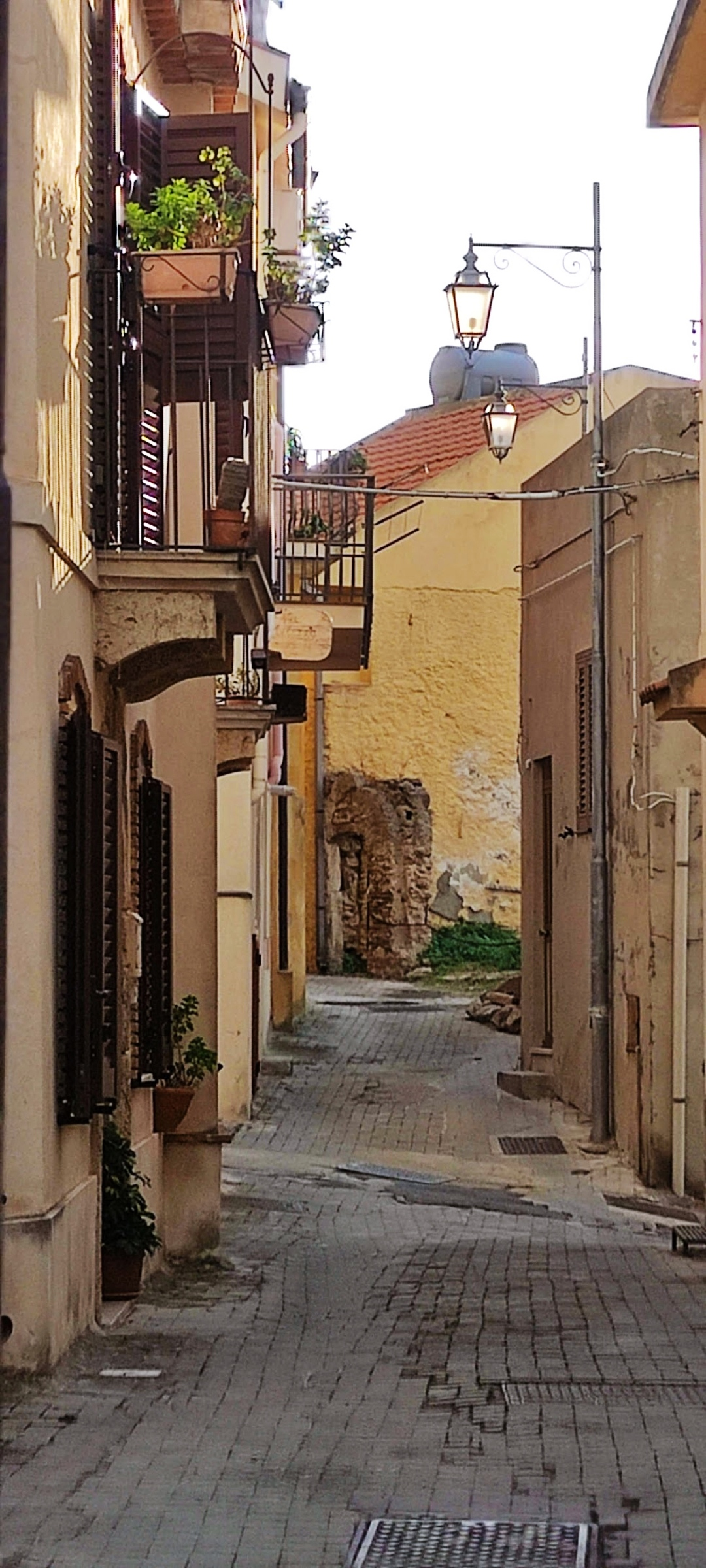
Gesso, via Lipari

Il paese è balzato agli onori della cronaca a seguito dell'elezione a Presidente degli Stati Uniti d'America di Joe Biden. I bisnonni paterni della moglie, Jill Jacobs, emigrarono da Gesso in USA nella seconda metà dell'Ottocento. I loro nomi erano Concetta Scaltrito e Gaetano Giacoppo. Il bisnonno trasformò poi il cognome Giacoppo in Jacobs per evitare possibili storpiature. Jill Biden ha visitato Gesso, prima della scadenza del mandato presidenziale del marito, il 4 dicembre 2024, accolta dal parroco nella chiesa di Sant'Antonio Abate e poi, nell'omonima piazza, dal sindaco di Messina Federico Basile e dai residenti tutti.

## Evoluzione Demografica
Al censimento del 2001 la frazione contava 780 abitanti ed al censimento del 2011 la frazione contava 549 residenti di cui 258 maschi e 291 femmine.

## Cultura
Rassegna delle Voci Nuove del Mezzogiorno
Tra la fine degli anni cinquanta e la fine degli sessanta, Gesso balzò alla ribalta dei media nazionali con la “Rassegna delle Voci Nuove del Mezzogiorno” nel quale si radunavano cantanti alle prime armi e star della tv e della musica leggera. Il festival, fu fondato nel settembre del 1958 su un’idea iniziale di un gruppo di studenti del borgo, e animato per anni da Luciano Ordile. Questa Rassegna musicale portò il nome di Gesso, definito la “perla dei Peloritani”, in giro per l’Italia e venne definita un’autentica alternativa siciliana a Castrocaro, che radunava “le giovani leve della musica leggera dilentattistica”.

### Musei
- Museo cultura e musica popolare dei Peloritani